# Franco Piga
Franco Piga (Roma, 18 marzo 1927 – Cortina d'Ampezzo, 26 dicembre 1990) è stato un politico italiano, già ministro della Repubblica e dal 1984 al 1990 presidente della Consob.

## Biografia
Figlio di un giudice della Corte di Cassazione, Emanuele Piga (Presidente di sezione e poi Presidente onorario della Suprema Corte, eletto il 19 marzo 1953 giudice della Corte costituzionale dai magistrati della Cassazione, ma, a causa dei ritardi del Parlamento nell'elezione dei membri di propria competenza, non poté mai esercitare l'alta funzione a cui era stato designato).
Si laureò in legge molto giovane.
Entrò quasi subito a far parte della magistratura. A 31 anni, divenne presidente di sezione del Consiglio di Stato, carica alla quale era stato introdotto allo studio dal primo Presidente della Repubblica Italiana Enrico De Nicola.
Entrò quindi a far parte dei gabinetti ministeriali prima di Edgardo Lami Starnuti all'Industria e poi di Lorenzo Natali alla Marina Mercantile.
Successivamente (dal 1969), fu per 5 anni capo di gabinetto alla Presidenza del Consiglio. Quindi dal 1971 al 1980 fu presidente del Consorzio di credito delle opere pubbliche.
Piga fu poi, dal 1984 al 1990, presidente della Consob, la commissione di viglianza sulla Borsa; nel 1987 Piga, che era stato nominato ministro dell'Industria nel governo balneare di Amintore Fanfani ed era stato eletto deputato della Democrazia Cristiana, si prese i previsti 30 giorni di tempo per decidere se rimanere alla presidenza della Consob o se fare il parlamentare; optò infine per la prima opzione, venendo sostituito da Fortunato Bianchi.
Il 27 luglio 1990, viene chiamato da Giulio Andreotti a fare il ministro delle Partecipazioni Statali dopo le dimissioni di Carlo Fracanzani.
Franco Piga muore il 26 dicembre 1990, a causa di un infarto, nel pieno del suo mandato ministeriale, a Cortina d'Ampezzo, dove si trovava per trascorrere con la famiglia le vacanze di Natale.